# Muhammad Qasim bin Abd al-Karim
 (juillet 2025).
La mise en forme du texte ne suit pas les recommandations de Wikipédia : il faut le « wikifier ».
Les points d'amélioration suivants sont les cas les plus fréquents :
- Les titres sont pré-formatés par le logiciel. Ils ne sont ni en capitales, ni en gras.
- Le texte ne doit pas être écrit en capitales (les noms de famille non plus), ni en gras, ni en italique, ni en « petit »…
- Le gras n'est utilisé que pour surligner le titre de l'article dans l'introduction, une seule fois.
- L'italique est rarement utilisé : mots en langue étrangère, titres d'œuvres, noms de bateaux, etc.
- Les citations ne sont pas en italique mais en corps de texte normal. Elles sont entourées par des guillemets français : « et ».
- Les listes à puces sont à éviter, des paragraphes rédigés étant largement préférés. Les tableaux sont à réserver à la présentation de données structurées (résultats, etc.).
- Les appels de note de bas de page (petits chiffres en exposant, introduits par l'outil «  Source ») sont à placer entre la fin de phrase et le point final[comme ça].
- Les liens internes (vers d'autres articles de Wikipédia) sont à choisir avec parcimonie. Créez des liens vers des articles approfondissant le sujet. Les termes génériques sans rapport avec le sujet sont à éviter, ainsi que les répétitions de liens vers un même terme.
- Les liens externes sont à placer uniquement dans une section « Liens externes », à la fin de l'article. Ces liens sont à choisir avec parcimonie suivant les règles définies. Si un lien sert de source à l'article, son insertion dans le texte est à faire par les notes de bas de page.
- La présentation des références doit suivre les conventions bibliographiques. Il est recommandé d'utiliser les modèles {{Ouvrage}}, {{Chapitre}}, {{Article}}, {{Lien web}} et/ou {{Bibliographie}}. Le mode d'édition visuel peut mettre en forme automatiquement les références.
- Insérer une infobox (cadre d'informations à droite) n'est pas obligatoire pour parachever la mise en page.

Pour une aide détaillée, merci de consulter Aide:Wikification.
Si vous pensez que ces points ont été résolus, vous pouvez retirer ce bandeau et améliorer la mise en forme d'un autre article.
 (juillet 2025).
 (juillet 2025).
 (août 2025).
محمد قاسم بن عبد الكريم
Muhammad Qasim bin Abd al-Karim (né le 5 juillet 1976), également connu sous les noms de Muhammad Qasim et Qasim Khawabi, est une personnalité religieuse pakistanaise. Certains de ses partisans au Pakistan et en Asie du Sud-Est le présentent comme le Mahdi, tandis que lui-même est surtout connu pour des récits de « vrais rêves ».

## Biographie

### Jeunesse et apparence
Muhammad Qasim naît le 5 juillet 1976 à Lahore, dans la province du Pendjab (Pakistan), dans une famille se disant sayyid quraychite. Il mesurerait 173 cm et est décrit par ses partisans comme ayant un large front, des sourcils marqués, un nez aquilin et un grain de beauté sur la joue. Il est présenté comme humble, parlant doucement et saluant les gens en premier. Il éviterait les sièges d’honneur et préférerait s’asseoir avec les gens ordinaires Qasim affirme avoir vu Dieu en rêve plus de 800 fois et le prophète Mahomet plus de 500 fois, d’où un attachement précoce à Dieu et à son Messager.

### Rêves et prédictions
Avant l’âge de 17 ans, Qasim dit avoir vu des rêves importants. Après 17 ans, il affirme avoir vu Dieu derrière un voile et avoir commencé à faire de nombreux rêves religieux Il commence à les partager en 2014, disant y avoir été encouragé en rêve. Après une période de difficultés, il dit avoir à nouveau reçu l’instruction onirique de continuer. Selon ses partisans, ses récits ont d’abord suscité peu d’attention avant de se diffuser plus largement, et Qasim rapporte qu’il aurait été « informé par Dieu » qu’il conduirait l’Oumma contre les forces du mal.
Ses récits incluent une guerre entre l’Inde et le Pakistan, la destruction de la Turquie et de l’Arabie saoudite, et une Troisième Guerre mondiale durant laquelle il émergerait pour sauver le monde. Ces affirmations demeurent controversées parmi les musulmans orthodoxes du Pakistan,.

### Soutiens et rayonnement
En juin 2025, selon des médias locaux, Muhammad Qasim rencontre le ministre des Affaires religieuses d’Indonésie, Nasaruddin Umar, accompagné de Riza Shah, Yuniati Diah et de plusieurs érudits. Il aurait également rencontré des savants en Indonésie, en Malaisie et ailleurs en Asie. Si certains le soutiennent, d’autres préfèrent attendre des signes, et des critiques contestent ses affirmations. Ses partisans le considèrent comme le Mahdi, et il aurait rassemblé quelques centaines de sympathisants, notamment au Pakistan, en Indonésie, en Malaisie, au Bangladesh, aux États-Unis et au Royaume-Uni,.
Ses récits sont disponibles en plusieurs langues. Des voix générées par IA imitant des érudits comme Mufti Menk et Zakir Naik ont été utilisées par des tiers pour l’associer au Mahdi. Qasim a rejeté ces vidéos comme des « deepfakes » malveillants,.

### Questions juridiques
Selon des médias malaisiens, il a été arrêté en juillet 2024 pour enseignement sans autorisation, avant d’être libéré dans l’heure. Aucune inculpation n’a été confirmée par le JAWI, et l’affaire serait toujours pendante. Après la controverse, MalaysiaGazette a publié le 18 juillet 2024 des excuses et une rétractation, reconnaissant avoir attribué à tort la revendication d’être le « Mahdi ».

### Précisions sur ses liens
Muhammad Qasim n’a pas de porte-parole officiel. Ses récits de rêves sont publiés sur sa chaîne YouTube Muhammad Qasim PK. Il dit n’avoir aucun lien avec Diki Candra, Awais Naseer ou Osama Altaf, qui auraient diffusé des versions déformées de ses rêves, et s’en est publiquement désolidarisé.